# 恋愛論
『恋愛論』（れんあいろん、仏: De l'Amour）は、スタンダールの随筆集。1822年刊。

## 内容
スタンダールによれば、恋愛には情熱的恋愛、趣味恋愛、肉体的恋愛、虚栄恋愛の4種類があり、また感嘆、自問、希望、恋の発生、第一の結晶作用、疑惑、第二の結晶作用の7つの過程をたどるという。
なお、本書中で言及される結晶作用 とは、恋愛によってその対象を美化させてしまう心理を、塩坑に投げ入れられた枯れ枝が塩の結晶がつくことによってダイヤモンドで飾られたように見えるという「ザルツブルクの小枝」の現象に例えたもの。
「ザルツブルグの塩坑で、廃坑の奥深くへ冬枯れで葉の落ちた樹の枝を投げ込み、二、三か月して引き出してみると、それは輝かしい結晶におおわれている。山雀(やまがら)の足ほどの太さもない細い枝も、無数のきらめく輝かしいダイヤをつけていて、もうもとの枯れ枝を認めることはできない。」

## 関連
竹田青嗣は、欲望の対象は人間に可能性を与え、また、可能性は、人間に世界を与えるとする。このように対象が実現可能な目標へ変容することを「結晶作用」という。青年期に入れば、幻想的欲望が現象化する可能性を直観する。とくに、ある言葉が独自の意味と魅力を帯びて現れる、「言葉の結晶作用」というべき事態が生じる。それは、言葉が、その人間にとっての生き方や目標を指し示し、「あるべき世界」に到達することが第一義となるような「世界」を与えることを意味する。
中島義道によると、スタンダールは恋愛における二重の「結晶作用」について論じている。スタンダールは触れていないが、このこと（第一の結晶作用）はそのまま「嫌い」にも当てはまる。なんとなく気に食わなかった人が、あるとき突然「結晶作用」により大嫌いになることは誰でも知っている。それまでばらばらであったその人の属性が、組織的に「嫌い」の要因へと変質してゆく。まさに「目に触れ耳に触れる一切のものから、嫌いな相手が新しい汚点を持つことを発見する働き」なのである。
そして、恋愛における第二の結晶作用とは、相手が自分を愛していることの確信へと向かう結晶作用であり、疑惑と確信とのあいだを揺れつづける「交互作用」だ。「嫌い」の場合はこうした交互作用はあまり一般的でない。「彼(女)が自分を嫌っているかどうか」心が揺れつづけることもままあるが、そうでない突き放した場合も同じようにある。「嫌い」とは相手を遠ざける作用、排除する作用だから、相手の出方をうかがうという側面は少なく、残酷にも一方的に相手に勝手になすりつける作用という面が強い。
一般に「嫌い」の場合には、結晶作用は第一段階にとどまると考えてよい。そして、――恋愛の場合と同様に――この結晶作用を理性的にくい止めることはできない。放っておくと、「嫌い」の原因は次々に肥大してゆく。

## 日本語訳
- 大岡昇平 訳『恋愛論』新潮文庫、1970年、改版2005年。ISBN 978-4-10-200805-8。
- 杉本圭子 訳『恋愛論　上』岩波文庫[4]、2015年。ISBN 978-4-00-375087-2。
- 杉本圭子 訳『恋愛論　下』岩波文庫、2016年。ISBN 978-4-00-375088-9。
- 生島遼一・鈴木昭一郎訳『恋愛論　スタンダール全集8』人文書院、新版1977年